# Ꭺ
Ne pas confondre avec les syllabes canadiennes gho porteur ‹ ᗅ › et ro porteur ‹ ᗋ ›, la lettre latine A ‹ A, a ›, la lettre cyrillique А ‹ А, а › ou la lettre grecque alpha ‹ Α, α ›.
Cette page contient des caractères spéciaux ou non latins. S’ils s’affichent mal (▯, ?, etc.), consultez la page d’aide Unicode.
Ꭺ (minuscule ꭺ), appelé go, est une lettre du syllabaire cherokee. Sa graphie est inspirée de la lettre latine A.

## Représentations informatiques
Le go peut être représenté avec les caractères Unicode (cherokee, supplément cherokee) suivants, :
| lettres   | représentations | chaînes de caractères | points de code | descriptions                 |
| --------- | --------------- | --------------------- | -------------- | ---------------------------- |
| majuscule | Ꭺ               | Ꭺ                     | U+13AA         | lettre cherokee go           |
| minuscule | ꭺ               | ꭺ                     | U+AB7A         | lettre minuscule cherokee go |